# General Electric TF39
Le General Electric TF39 est un turboréacteur à double flux américain à fort taux de dilution de grandes dimensions. Spécifiquement développé pour propulser l'énorme avion-cargo militaire américain C-5 Galaxy de Lockheed, il fut le premier turboréacteur à double flux de forte puissance à fort taux de dilution disponible sur le marché. Il fut ensuite développé en une série de moteurs pour le marché civil, les CF6, et en un turbomoteur pour applications marines et industrielles, le LM2500.

## Conception et développement

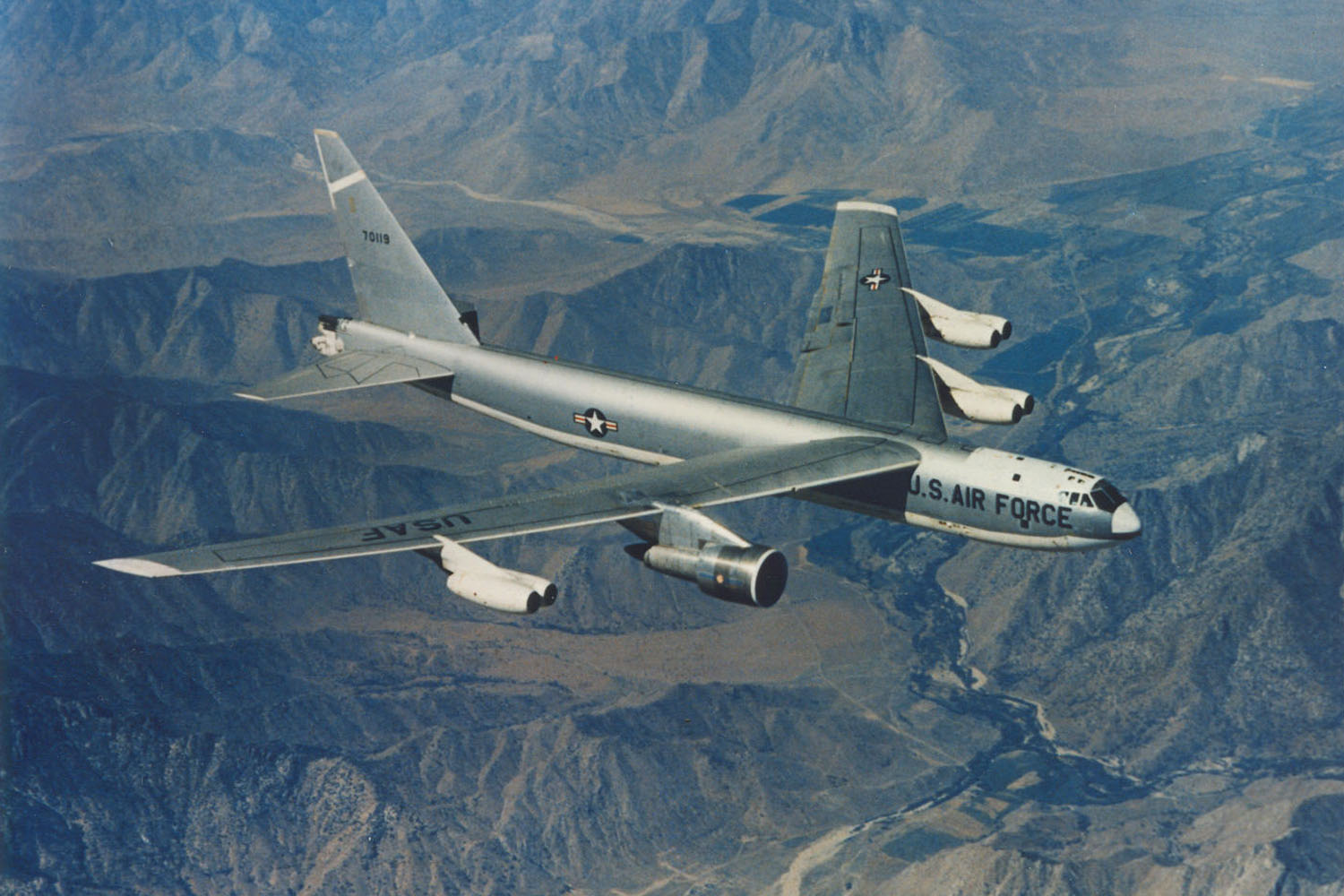
Un Boeing B-52E (s/n 57-0119), lors d'un vol de tests du TF39, installé sur le pylône d'attache intérieur droit. Le TF39 était à lui-seul deux fois plus puissant que les deux Pratt & Whitney J57 qui étaient normalement installés à cet emplacement.

L'United States Air Force mit en place le programme CX-X en 1964, dans le but de produire un avion-cargo stratégique de nouvelle génération. Parmi les nombreuses propositions soumises à examen par l'armée de l'air américaine, ce furent l'avion de Lockheed et le moteur de General Electric qui furent retenus pour le projet, en 1965. Un B-52E est loué à l'USAF pour des essais à partir de janvier 1966'.
Le concept de turboréacteur à double flux et fort taux de dilution fut un énorme bond en avant en matière de performances, offrant une poussée de 191 kN tout-en améliorant la consommation de carburant d'environ 25 %. Le premier moteur fut testé en 1965. Entre 1968, date de la mise en service du moteur, et 1971, 463 exemplaires des TF39-1 et TF39-1A furent produits et livrés pour équiper la flotte de C-5A. En décembre 1982, l'US Air Force passa un nouveau contrat avec Lockheed Martin pour la production de 50 C-5B supplémentaires. En février 1983, Lockheed sous-traita avec General Electric pour la livraison de 200 TF39-1C et leurs inverseurs de poussée. La livraison du premier de ces moteurs fut effectuée en janvier 1985, et le 200e fut livré en novembre 1988. À l'heure actuelle, plus de 700 exemplaires ont été produits.
Sur la dernière version du Galaxy, le C-5M Super Galaxy, le moteur est remplacé par son descendant, le F138.
Le fort taux de dilution de 8 : 1 du TF39 trouve ses origines dans la technologie de soufflante de sustentation mise au point par General Electric dans l'appareil expérimental XV-5 Vertifan. Cet aéronef était équipé de deux moteurs X353-5, chacun consistant en une soufflante de sustentation de 1 587 mm entraînée par un générateur de gaz, en l'occurrence un General Electric J85. Le taux de dilution en mode de propulsion verticale était de 12,3 pour 1. Ce concept de soufflante de sustentation montée au bout d'un turbomoteur fut pivoté de 90° et développé comme un démonstrateur de « soufflante de croisière » de 2 032 mm de diamètre, entraînée par un moteur J79. Pour le programme CX-X, General Electric construisit un moteur à l'échelle un demi, le GE1/6, avec une poussée de 70,42 kN et une consommation spécifique de carburant de 0,336. Il fut ensuite évolué en TF39, avec une soufflante de 2 463 mm.

## Caractéristiques

### Caractéristiques générales

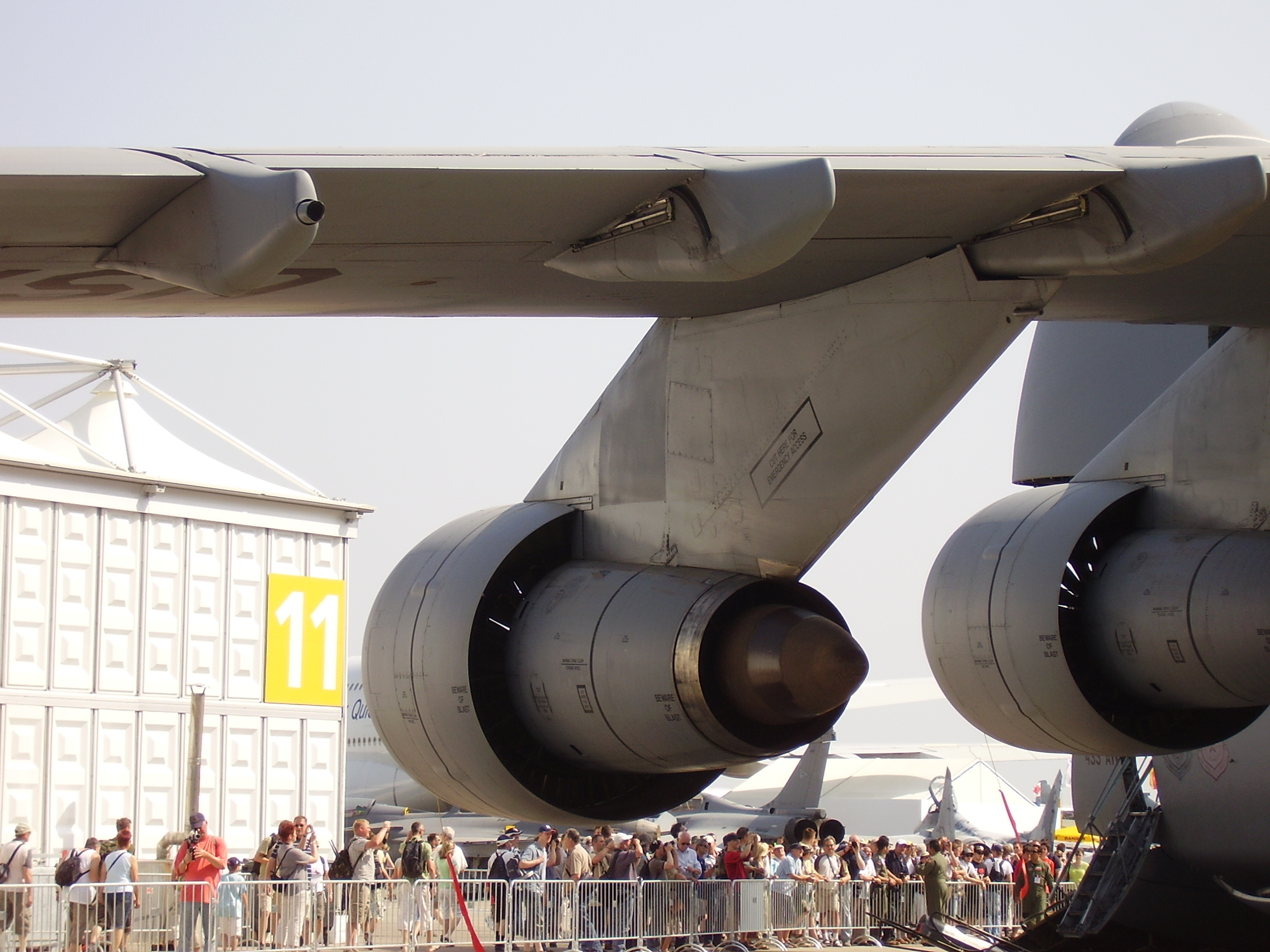
Deux TF39 sous l'aile gauche d'un C-5 Galaxy, vus de l'arrière.

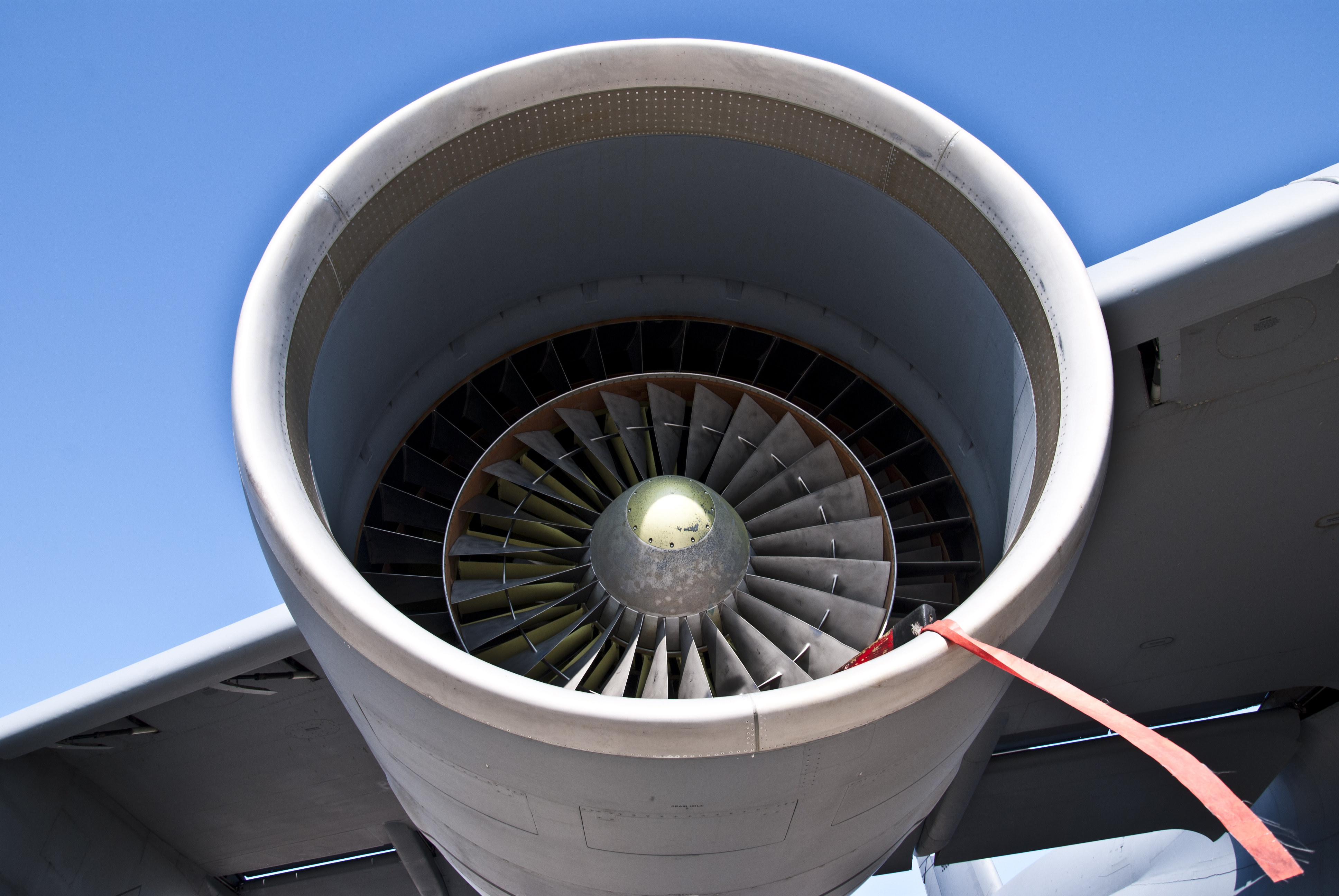
TF39 vu de face. On distingue nettement la conception particulière et très complexe de la soufflante du moteur. Seule la partie la plus au centre est mobile, les ailettes de l'anneau extérieur restant fixes. Derrière ce premier étage, le deuxième est, lui, aussi large que l'entrée d'air et mobile d'un seul bloc.

Le TF39 est un turboréacteur à double flux et à double corps, constitué d'une soufflante à un étage et demi et d'un compresseur haute-pression à 16 étages, entraîné respectivement par une turbine basse-pression à 6 étages et une turbine à haute-pression à 2 étages. Entre les deux se situe une chambre de combustion annulaire à flux direct. Les deux corps, HP et BP, tournent indépendamment l'un de l'autre via des arbres concentriques, reliant chaque compresseur à sa turbine respective.
À l'époque de sa conception, dans les années 1960, le TF39 était un moteur révolutionnaire, fournissant une poussée comprise entre 191 et 205 kN. Il disposait d'un taux de dilution très élevé, de 8 pour 1, d'un taux de compression de 25 pour 1 et sa température en entrée de turbine était de 1 370 °C, une valeur élevée rendue possible par l'intégration d'un système de refroidissement par air forcé.
Le moteur bénéficiait de caractéristiques techniques intéressantes provenant de multiples moteurs General Electric précédents, ainsi que de nouvelles technologies poussées, jamais vues auparavant sur un turboréacteur, qui contribuèrent à une grande amélioration de son efficacité énergétique (sa consommation en carburant) :
- Guides de stator à incidence variable, déjà utilisés sur les J79 et CJ805[4] ;
- Technologies avancées de refroidissement de la turbine, issues de l'YJ-93 utilisé dans le bombardier abandonné XB-70 Valkyrie[4] ;
- Inverseur de poussée en cascade, technologie issue du CJ805[4] ;
- Pales du premier étage de soufflante amorties. Les « amortisseurs », des entretoises à mi-longueur de pales, avaient été pour la première fois introduites par General Electric sur le premier étage de compresseur de l'YJ-93[9] ;
- Soufflante de type « 1 1⁄2 étage ».

### Innovations aérodynamiques
De nos jours, un turboréacteur à double flux conventionnel doté d'une soufflante dite « T-stage (en) » serait doté d'un étage de rotor en porte-à-faux (dépourvu de guides aérodynamiques d'entrée d'air), suivi par un ou plusieurs étages dits « T-stages », aussi désignés « boosters », et dont le rôle est de suralimenter le cœur du moteur,. Le nom de « T-stage » vient de l'apparence générale du compresseur basse-pression lorsqu'il est représenté schématiquement.
General Electric effectua une approche différente avec le TF39, premier turboréacteur à fort taux de dilution de la société. Conséquence d'un concept unique et surtout très complexe, le T-stage, qui a pour rôle de suralimenter le flux devant alimenter le cœur du moteur, est situé en porte-à-faux en avant de l'étage principal de la soufflante, suivi de guides de sortie devant canaliser l'air arrivant sur la soufflante principale. De taille réduite, ce « demi-étage » est entouré par une série de petits guides d'entrée canalisant l'air uniquement pour le flux secondaire du moteur. Ses pales sont également carénées à l'intérieur de l'anneau contenant ces guides latéraux,. Le principal étage de soufflante (de grandes dimensions) est doté d'un séparateur à mi-longueur de pales qui sépare les flux provenant du demi-étage avant et celui passant par les guides latéraux. Ces deux étages apportent un surplus de pression au compresseur haute-pression à 16 étages du cœur du moteur. Toutefois, une partie non négligeable de l'air entrant dans le T-stage est déchargée dans le canal du flux secondaire du moteur, l'anneau étant doté de deux passages annulaires communicant entre l'intérieur du flux du T-stage et le canal du flux secondaire. Le taux de dilution de 8 : 1 annoncé se réfère à la proportion totale de flux d'air déviée dans le flux secondaire, par rapport au flux restant pour le cœur.
Devant une telle complexité, tant à la conception qu'à l'entretien, on peut aisément deviner pourquoi ce type de soufflante n'a jamais été reproduit ailleurs. Il est d'ailleurs intéressant de noter que même le CF6, pourtant descendant direct du TF39, n'est pas doté de ce système et emploie une soufflante d'architecture beaucoup plus classique.
Les pales de la soufflante sont amorties. Ces amortisseurs sont en fait des protubérances qui émergent à angle droit du profil de chacune des pales à environ deux tiers de leur longueur,. À vitesse élevée, les protubérances de chaque pale se calent contre celles des pales adjacentes, afin de prévenir les défaillances liées aux phénomènes de fluage. Cette caractéristique particulière du moteur, ainsi que les guides d'entrée installés à la périphérie du premier demi-étage de soufflante, sont directement visibles depuis l'extérieur du moteur,.

## Applications
- Lockheed C-5A, C-5B et C-5C Galaxy

## Accident
Le 29 août 1990, le C-5A no 500-0031 (immatriculé 68-0228) s'écrase à côté de la base aérienne de Ramstein, en Allemagne, causant la perte de 13 des 17 membres d'équipage. L'inverseur de poussée d'un des réacteurs s'est brutalement activé au cours de la phase de décollage.